# プッシュトーク
プッシュトーク (PushTalk) とは、かつてNTTドコモが提供していたプッシュ・ツー・トークサービスの商標名である。キャッチコピーは「Play! Push! Talk!」。FOMA 90xシリーズ、70xシリーズ、新型番シリーズの一部端末で対応していた。

## サービス内容
対応端末には、側面にプッシュトークボタンがある。プッシュトークを利用したい場合にはプッシュトークボタンを押し、「プッシュトーク電話帳」を表示させ、話したい相手を指定（通常は最大5人まで。プッシュトークプラスを契約した場合は最大20人）して呼び出す。会話に参加できる人はプッシュトークボタンを押して応答し、話し始める。
1回ボタンを押して話せる時間は最大30秒で、話している間はボタンを押し続ける必要がある（話している途中に間違って指を離してしまうと終了）。また、発言権を得るためには相手の発言が終わってからプッシュトークボタンを押す必要があり（発言権の予約ができない）、ボタンを押し損ねて話せないこともある。
会話にはパケット通信を利用しており、2秒ほどの遅延が発生することもある。30秒間誰も発言権を得ないと、そのプッシュトークは切断される。
なお、大半の機種で端末を閉じたままプッシュトークに応答、会話ができる。一部の初期の端末は「閉じたままの応答」（その後閉じて会話は可能）や「閉じたままの応答・会話」に対応していない場合もあった。また、非対応機種に呼び出しを行おうとした場合はエラーメッセージが表示される。
903iシリーズからは、発信者に限り、新たなメンバーを途中から呼び出したり、一度切れたメンバーを再び呼び出すことができるようになった。 加えてデフォルトでハンズフリーとなった。

## 料金形態
対応端末であれば申し込みせずに利用できる。1プッシュ（1回の発言権）ごとに5.25円。30秒話しても話さなくても料金は同じ。会話を聞くだけの場合は無料。
カケ・ホーダイ（税込みで月額1,050円）を契約するとプッシュトークが定額料金で利用できる。サービス開始から2005年12月31日までは全料金が無料であった。
2006年12月1日から2006年12月31日までの期間は『プッシュトーク★キラキラ大作戦』キャンペーンの第1弾として、プッシュトークの通信料、定額料が無料化された。キャンペーンの第2弾はプレゼント企画で、2007年1月1日 - 同月31日。
2008年6月1日 - 同年12月31日は「プッシュキャンペーン」と題し、1プッシュの料金が通常の5.25円から1.05円に、カケ・ホーダイの月額料が税込で315円に値下げされた。
法人向けとして、｢プッシュトークプラス｣(PushTalk Plus) がある。通常のサービスに加えて、最大20人まで呼び出せるほか、プッシュトーク電話帳のネットワーク経由での編集、各自の状態（会議中、移動中など）をネットワークに登録できる。

## 実態
ドコモの資料では、2006年9月末までに約800万台の対応端末を販売し、対応端末を所有しているユーザーのうち8%が月1回以上発信している。市場の変化に伴い2010年9月30日にサービスを終了した。晩年の月間利用者数は10万人程度である。

## 対応機種

### 新型番シリーズ
- SH-04A
- SH-03A
- SH-01A
- F-06A
- F-03A
- F-01A
- N-09A
- N-08A
- N-06A
- N-02A
- N-01A
- P-08A（プッシュトーク対応最終機種）
- P-07A
- P-02A
- P-01A

### 90xシリーズ
- SO905iCS
- SO903iTV
- SO902iWP+
- SO906i
- SO905i
- SO903i
- SO902i
- SH906iTV
- SH905iTV
- SH903iTV
- SH902iSL
- SH906i
- SH905i
- SH904i
- SH903i
- SH902iS
- SH902i
- D903iTV
- D905i
- D904i
- D903i
- D902iS
- D902i
- F905iBiz
- F903iBSC
- F903iX
- F906i
- F905i
- F904i
- F903i
- F902iS
- F902i
- N905iBiz
- N902iX
- N906iμ
- N905iμ
- N906iL
- N902iL
- N906i
- N905i
- N904i
- N903i
- N902iS
- N902i
- P903iX
- P905iTV
- P903iTV
- P906i
- P905i
- P904i
- P903i
- P902iS
- P902i

### 70xシリーズ
- SO704i
- SO703i
- SH703i
- SH702iS
- P703i
- P702iD
- P702i